# كلينتون (مينيسوتا)
كلينتون (بالإنجليزية: Clinton, Minnesota)‏ هي مدينة تقع في ولاية مينيسوتا في الولايات المتحدة. تبلغ مساحة هذه المدينة 2.67 (كم²)، وترتفع عن سطح البحر 351 م، بلغ عدد سكانها 449 نسمة في عام 2010 حسب إحصاء مكتب تعداد الولايات المتحدة.

## التركيبة السكانية
قام مكتب تعداد الولايات المتحدة بتحديد بيانات التركيبة السكانية لكلينتون في تعداد الولايات المتحدة. في ما يلي، التركيبة السكانية حسب تعدادي 2000 و2010.

### تعداد عام 2000
بلغ عدد سكان كلينتون 453 نسمة بحسب تعداد عام 2000، وبلغ عدد الأسر 195 أسرة وعدد العائلات 118 عائلة مقيمة في المدينة. في حين سجلت الكثافة السكانية 471.0 نسمة لكل ميل مربع (181.9/كم2). وبلغ عدد الوحدات السكنية 230 وحدة بمتوسط كثافة قدره 239.1 نسمة لكل ميل مربع (92.3/كم2).
وتوزع التركيب العرقي للمدينة بنسبة 97.79% من البيض و 1.10% من الأمريكيين الأصليين و 0.88% من الأمريكيين ذوي الأصول الآسيوية و 0.22% من عرقين مختلطين أو أكثر.
بلغ عدد الأسر 195 أسرة كانت نسبة 28.7% منها لديها أطفال تحت سن الثامنة عشر تعيش معهم، وبلغت نسبة الأزواج القاطنين مع بعضهم البعض 53.3% من أصل المجموع الكلي للأسر، ونسبة 5.1% من الأسر كان لديها معيلات من الإناث دون وجود شريك، وكانت نسبة 39.0% من غير العائلات. تألفت نسبة 36.9% من أصل جميع الأسر من أفراد ونسبة 17.9% كانوا يعيش معهم شخص وحيد يبلغ من العمر 65 عاماً فما فوق. وبلغ متوسط حجم الأسرة المعيشية 3.04، أما متوسط حجم العائلات فبلغ 2.29.
بلغ العمر الوسطي للسكان 40 عاماً. وكانت نسبة 25.6% من القاطنين تحت سن الثامنة عشر، وكانت نسبة 8.4% بين الثامنة عشر والأربعة وعشرون عاماً، ونسبة 23.4% كانت واقعةً في الفئة العمرية ما بين الخامسة والعشرون حتى والأربعة وأربعون عاماً، ونسبة 21.9% كانت ما بين الخامسة والأربعون حتى الرابعة والستون، ونسبة 20.8% كانت ضمن فئة الخامسة والستون عاماً فما فوق. يوجد لكل 100 أنثى 101.3 ذكر، ويوجد لكل 100 أنثى في الثامنة عشر من عمرها فما فوق 92.6 ذكر.
بلغ متوسط دخل الأسرة في المدينة 31,591 دولار، أما متوسط دخل العائلة فبلغ 37,273 دولار. وكان متوسط دخل الذكور 25,938 دولار مقابل 18,958 دولار للإناث. وسجل دخل الفرد الخاص بالمدينة 17,469 دولار. وكانت نسبة 5.8% من العائلات ونسبة 13.9% من السكان تحت خط الفقر، وكان من هؤلاء نسبة 5.8% تحت سن الثامنة عشر ونسبة 8.6% في الخامسة والستين من العمر وما فوق.

### تعداد عام 2010
بلغ عدد سكان كلينتون 449 نسمة بحسب تعداد عام 2010، وبلغ عدد الأسر 201 أسرة وعدد العائلات 115 عائلة مقيمة في المدينة. في حين سجلت الكثافة السكانية 472.6 نسمة لكل ميل مربع (182.5/كم2). وبلغ عدد الوحدات السكنية 255 وحدة بمتوسط كثافة قدره 268.4 لكل ميل مربع (103.6/كم2).
وتوزع التركيب العرقي للمدينة بنسبة 99.6% من البيض.
بلغ عدد الأسر 201 أسرة كانت نسبة 26.9% منها لديها أطفال تحت سن الثامنة عشر تعيش معهم، وبلغت نسبة الأزواج القاطنين مع بعضهم البعض 45.8% من أصل المجموع الكلي للأسر، ونسبة 7.5% من الأسر كان لديها معيلات من الإناث دون وجود شريك، بينما كانت نسبة 4.0% من الأسر لديها معيلون من الذكور دون وجود شريكة وكانت نسبة 42.8% من غير العائلات. تألفت نسبة 36.8% من أصل جميع الأسر من أفراد ونسبة 20.4% كانوا يعيش معهم شخص وحيد يبلغ من العمر 65 عاماً فما فوق. وبلغ متوسط حجم الأسرة المعيشية 2.93، أما متوسط حجم العائلات فبلغ 2.21.
بلغ العمر الوسطي للسكان 43.6 عاماً. وكانت نسبة 23.2% من القاطنين تحت سن الثامنة عشر، وكانت نسبة 6.3% بين الثامنة عشر والأربعة وعشرون عاماً، ونسبة 21.8% كانت واقعةً في الفئة العمرية ما بين الخامسة والعشرون حتى والأربعة وأربعون عاماً، ونسبة 26% كانت ما بين الخامسة والأربعون حتى الرابعة والستون، ونسبة 22.5% كانت ضمن فئة الخامسة والستون عاماً فما فوق. وتوزع التركيب الجنسي للسكان بنسبة 47.7% ذكور و52.3% إناث.

## وصلات خارجية
- The US50 - Cities and Towns in Minnesota State